# Sender Weingarten (Schussental)
Der Sender Weingarten (Schussental) ist ein Füllsender des Südwestrundfunks (ehemals Südwestfunk) für Hörfunk. Er befindet sich oberhalb etwa zwei Kilometer westlich der Gemeinde Berg bei Ravensburg auf einer bewaldeten Anhöhe. Es kommt ein 74 Meter hoher, freistehender Stahlbetonmast als Antennenträger zum Einsatz.
Von hier aus wird die Gemeinde Berg und die nahe Umgebung mit den Rundfunkprogrammen des SWR und dem Rundfunkprogramm von Radio 7 versorgt.
Bis zur Einführung von DVB-T wurden von diesem Sender das Fernsehprogramm Das Erste (Sendeleistung: 0,4 kW) terrestrisch ausgestrahlt.
Am 16. August 2023 verursachte ein Blitzeinschlag in den Sendeturm einen Brand des Turms, der die Sendeanlagen beschädigte. Die Reparatur des Schadens wird nach Einschätzung des SWR voraussichtlich länger dauern. Es sind demnach alle Frequenzen ausgefallen.

## Frequenzen und Programme

### Analoges Radio (UKW)
Beim Antennendiagramm sind im Falle gerichteter Strahlung die Hauptstrahlrichtungen in Grad angegeben. In UKW werden folgende Programme ausgestrahlt:  (Wegen Blitzschlag nicht alle Sender aktiv)
| Frequenz (MHz) | Logo | Programm               | RDS (PS) | RDS (PI)             | Regionalisierung    | ERP (kW) | Antennendiagramm     | Polarisation |
| -------------- | ---- | ---------------------- | -------- | -------------------- | ------------------- | -------- | -------------------- | ------------ |
| 87,90          |      | SWR3                   | __SWR3__ | D3A2                 | Alb/Allgäu/Bodensee | 0,1      | gerichtet (10°−170°) | H            |
| 96,90          |      | Radio 7                | RADIO_7_ | D80B (regional) D30B | Ravensburg          | 0,1      | gerichtet (10°−170°) | H            |
| 99,00          |      | SWR1 Baden-Württemberg | SWR1_BW_ | D301                 | -                   | 0,1      | gerichtet (10°−170°) | H            |
| 107,20         | Logo | Dasding (SWR)          | DASDING_ | D3A5                 | -                   | 0,1      | gerichtet (10°−170°) | H            |

### Digitaler Hörfunk (DAB)
Seit 20. November 2018 strahlt der Sender Weingarten digitalen Hörfunk aus. DAB wird in vertikaler Polarisation und im Gleichwellenbetrieb mit anderen Sendern ausgestrahlt.
| Block                  | Programme (Datendienste) | ERP (kW) | Antennen- diagramm rund (ND), gerichtet (D) | Polarisation horizontal (H)/ vertikal (V) | Gleichwellennetz (SFN)                                                                                       |
| ---------------------- | --- | -------- | ------------------------------------------- | ----------------------------------------- | --- |
| 8A SWR BW S (D__00372) | DAB+ Block des SWR - SWR1 BW (112 kbps) - SWR Kultur (128 kbps) - SWR3 (Rheinland bis Bodensee) (112 kbps) - SWR4 FN (Studio Friedrichshafen) (112 kbps) - SWR4 FR (Südbaden) (112 kbps) - SWR4 S (Studio Stuttgart) (112 kbps) - SWR4 TU (Studio Tübingen) (112 kbps) - SWR4 UL (Studio Ulm) (112 kbps) - SWR Aktuell (72 kbps) - DASDING (112 kbps) - EPG (24 kbps) - TPEG (16 kbps) | 1        | ND                                          | V                                         | Grünten, Konstanz, Memmingen/Niederrieden, Ravensburg (Höchsten), Pfänder (Vorarlberg), Waldburg, Weingarten |

### Analoges Fernsehen (PAL)
Vor der Umstellung auf DVB-T diente der Sendestandort weiterhin für analoges Fernsehen:
| Kanal | Frequenz (MHz) | Programm        | ERP (kW) | Sendediagramm rund (ND)/ gerichtet (D) | Polarisation horizontal (H)/ vertikal (V) |
| ----- | -------------- | --------------- | -------- | -------------------------------------- | ----------------------------------------- |
| 53    | 727,25         | Das Erste (SWR) | 0,4      | D                                      | H                                         |